# Condado de Allen (Indiana)

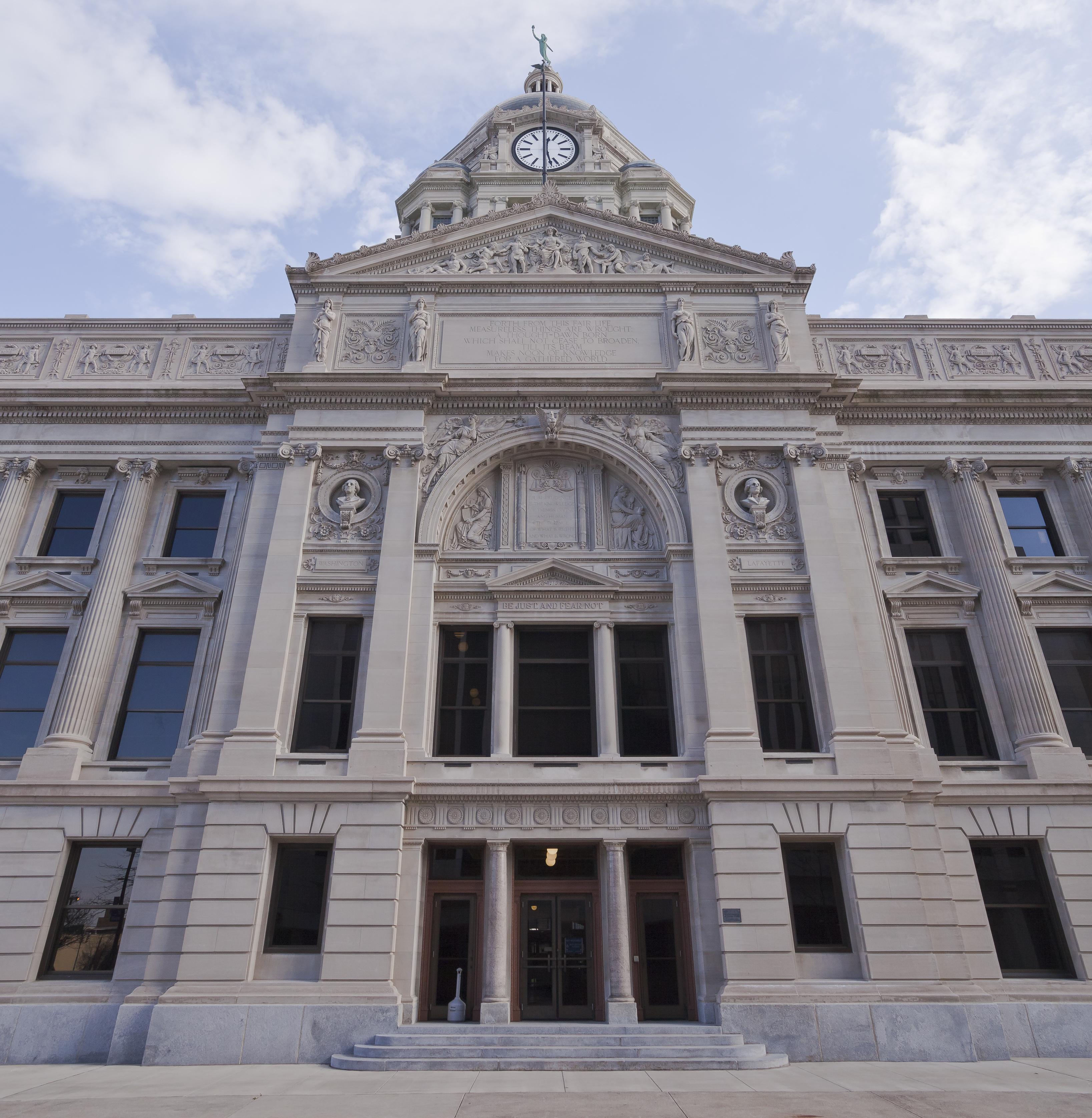
Fachada del palacio de justicia.

El condado de Allen (en inglés: Allen County), fundado en 1824, es uno de 92 condados del estado estadounidense de Indiana. En el año 2008, el condado tenía una población de 350 523 habitantes y una densidad poblacional de 197 personas por km². La sede del condado es Fort Wayne. El condado recibe su nombre en honor a John Allen.

## Geografía
Según la Oficina del Censo, el condado tiene un área total de 1709 km², de la cual 878 km² es tierra y 1702 km² (0.43%) es agua.

### Condados adyacentes
- Condado de Noble (norte)
- Condado de DeKalb (noreste)
- Condado de Defiance, Ohio (noreste)
- Condado de Paulding, Ohio (este)
- Condado de Van Wert, Ohio (sureste)
- Condado de Adams (sureste)
- Condado de Wells (suroeste)
- Condado de Huntington (suroeste)
- Condado de Whitley (oeste)

## Demografía
Según la Oficina del Censo en 2000, los ingresos medios por hogar en el condado eran de $42 671, y los ingresos medios por familia eran $52 708. Los hombres tenían unos ingresos medios de $39 202 frente a los $25 980 para las mujeres. La renta per cápita para el condado era de $21 544. Alrededor del 9.10% de la población estaban por debajo del umbral de pobreza.

## Transporte

### Autopistas principales
| - Interestatal 69 - Interestatal 469 (Ronald Reagan Expressway) - U.S. Route 24 - U.S. Route 27 - U.S. Route 30 - U.S. Route 33 - Carretera Estatal de Indiana 1 | - Carretera Estatal de Indiana 3 - Carretera Estatal de Indiana 14 - Carretera Estatal de Indiana 37 - Carretera Estatal de Indiana 101 - Carretera Estatal de Indiana 205 - Carretera Estatal de Indiana 930 |

### Aeropuertos
- Aeropuerto Internacional de Fort Wayne
- Smith Field

### Ferrocarriles
- Chicago Fort Wayne and Eastern Railroad
- CSX Transportation
- Maumee and Western Railroad
- Norfolk Southern Railway

## Municipalidades

### Ciudades
- Fort Wayne
- New Haven
- Woodburn

### Pueblos
- Grabill
- Huntertown
- Leo-Cedarville
- Monroeville
- Zanesville (parcial)

### Áreas no incorporadas
- Aboite
- Arcola
- Ari (parcial)
- Boston Corner
- Cuba
- Dunn Mill
- Edgerton
- Halls Corners
- Harlan
- Hessen Cassel
- Hoagland
- Lake Everett
- Maples
- Poe
- Tillman
- Townley
- Yoder
- Zulu

Extintos
- Academie
- Centreville
- East Liberty
- Fairport
- Lewisburg
- Massillon
- Middletown
- Thurman
- Wallen
- Waynedale

### Municipios
El condado de Allen está dividido en 12 municipios:
| - Municipio de Aboite - Municipio de Adams - Municipio de Cedar Creek - Municipio de Eel River - Municipio de Jackson - Municipio de Jefferson - Municipio de Lafayette - Municipio de Lake - Municipio de Madison - Municipio de Marion | - Municipio de Maumee - Municipio de Milan - Municipio de Monroe - Municipio de Perry - Municipio de Pleasant - Municipio de Scipio - Municipio de Springfield - Municipio de St. Joseph - Municipio de Washington - Municipio de Wayne |